# Nogometni Klub Topolovački Športski Klub
Il Nogometni Klub Topolovački Športski Klub, conosciuto semplicemente come TŠK, è una squadra di calcio di Topolovac, una cittadina  nella regione di Sisak e della Moslavina (Croazia).

## Storia
Il NK TŠK viene fondato nel 1932 a Topolovac, una cittadina nei pressi di Sisak, e per la maggior parte della sua esistenza milita nei campionati regionali.
Il punto più alto della sua storia lo tocca nel 2001 quando si piazza al 5º posto nella 2. HNL e conquista un posto nelle massima divisione. Nella 1. HNL 2001-02 il percorso non è stato facile: la squadra conclude all'ultimo posto (con conseguente retrocessione) condito da 16 sconfitte consecutive. In questo campionato il campo di casa, il Park grofova, non è adatto alla competizione, così il TŠK deve disputare le partite casalinghe al Gradski Stadion della vicina Sisak.
Nella stagione 2002-03 finisce ultimo in seconda divisione e retrocede in terza e cambia il nome in NK Naftaš Ivanić. Nel 2006 lo sponsor Naftaš lascia il club che riparte dai campionati regionali come TŠK 1932.

### Nomi
- 1932 : TŠK
- 1952 : SD Mladost
- 1963 : NK Mladost
- 1990 : NK TŠK Mladost
- 1993 : HNK TŠK
- 2003 : NK Naftaš Ivanić
- 2006 : TŠK 1932

## Cronistoria
| Stagione | Campionato                           | Campionato | Campionato | Campionato                       | Coppa di Croazia |
| Stagione | Categoria                            | Liv.       | Posizione  | Verdetti                         | Coppa di Croazia |
| -------- | ------------------------------------ | ---------- | ---------- | -------------------------------- | ---------------- |
| 1994–95  | 4. HNL NS Zagrebačke regije - Est    | IV         | 2º su 16   |                                  |                  |
| 1995–96  | 3. HNL Centro - Est                  | IV         | 5º su 18   |                                  |                  |
| 1996–97  | 3. HNL Centro - Est                  | IV         | ???        |                                  |                  |
| 1997–98  | 3. HNL Centro - Est                  | III        | 1º su 16   |                                  |                  |
| 1998–99  | 3. HNL Centro                        | III        | 2º su 16   |                                  | 16esimi          |
| 1999–00  | 3. HNL Centro                        | III        | 1º su 16   | Promosso in 2. HNL               | Preliminare      |
| 2000–01  | 2. HNL                               | II         | 5º su 18   | Promosso in 1. HNL               | 16esimi          |
| 2001–02  | 1. HNL                               | I          | 16º su 16  | Retrocede in 2. HNL              | Quarti           |
| 2002–03  | 2. HNL Ovest/Sud                     | II         | 12º su 12  | Retrocesso in 3. HNL             | Ottavi           |
| 2003–04  | 3. HNL Centro                        | III        | 1º su 16   | Promosso in 2. HNL               |                  |
| 2004–05  | 2. HNL Sud                           | II         | 8º su 12   |                                  | Preliminare      |
| 2005–06  | 2. HNL Sud                           | II         | 6º su 12   | Riparte dai campionati regionali | Quarti           |
| 2006–07  | 2. ŽNL Sisačko-moslavačka - NS Sisak | VI         | 2º su 13   |                                  |                  |
| 2007–08  | 2. ŽNL Sisačko-moslavačka            | VI         | 1º su 12   |                                  |                  |
| 2008–09  | 1. ŽNL Sisačko-moslavačka            | V          | 3º su 14   |                                  |                  |
| 2009–10  | 1. ŽNL Sisačko-moslavačka            | V          | 5º su 14   |                                  |                  |
| 2010–11  | 1. ŽNL Sisačko-moslavačka            | V          | 2º su 16   |                                  |                  |
| 2011–12  | 1. ŽNL Sisačko-moslavačka            | V          | 3º su 16   |                                  |                  |
| 2012–13  | Premijer liga Sisačko-moslovačka     | IV         | 10º su 15  |                                  |                  |
| 2013–14  | Premijer liga Sisačko-moslovačka     | IV         | 10º su 14  |                                  |                  |
| 2014–15  | 1. ŽNL Sisačko-moslavačka            | V          | 9º su 14   |                                  |                  |
| 2015–16  | 1. ŽNL Sisačko-moslavačka            | V          | 6º su 16   |                                  |                  |
| 2016–17  | 1. ŽNL Sisačko-moslavačka            | V          | 2º su 16   |                                  |                  |
| 2017–18  | 1. ŽNL Sisačko-moslavačka            | V          | 7º su 16   |                                  |                  |
| 2018–19  | 1. ŽNL Sisačko-moslavačka            | V          |            |                                  |                  |

## Palmarès
- 3. HNL

1998 (Centro-Est); 2000 (Centro); 2004 (Centro)